# Il Sant’Alessio
Święty Aleksy (wł. Il Sant’Alessio) – opera w trzech aktach. Libretto napisał Giulio Rospigliosi, a muzykę skomponował Stefano Landi.

## Okoliczności powstania utworu
Istnienie opery w Rzymie pozostaje w ścisłym związku ze stosunkiem do niej Stolicy Apostolskiej. W 1623 roku papieżem został Maffeo Barberini, który przyjął imię Urbana VIII. W ciągu ponad dwudziestu lat jego pontyfikatu teatry rzymskie pod mecenatem rodu Barberinich miały przeżyć okres prawdziwego rozkwitu. W 1631 roku kardynał Francesco Barberini zamówił operę u Stefano Landiego, wówczas maestro di capella w kościele Santa Maria ai Monti. Libretto napisał Giulio Rospigliosi. Premiera odbyła się prawdopodobnie 2 marca 1631 roku w Pałacu Barberinich (Palazzo Barberini ai Giubbonari). Informacja o premierze znajduje się w kronice pod datą 8 marca. W następnym roku (18 lutego 1632) opera została wznowiona w Pałacu Czterech Fontann (Palazzo Barberini alle Quatro Fontane) na cześć Hansa Ulricha von Eggenberga. Kolejne wznowienie przyniósł karnawał 1634 roku, tym razem na cześć szwedzkiego księcia Aleksandra Karola Wazy (przyrodniego brata króla polskiego Władysława IV). W tym czasie utwór został wydany z przedmową opisującą: anioły latające po niebie i napowietrzną wizję Religii, wystawne dekoracje przedstawiające Niebo i Piekło oraz zmiany dekoracji przy otwartej kurtynie. Postać Religii została dopisana do przedstawienia z 1634 roku.
W 1644 roku po śmierci papieża Urana VIII, jego następca Innocenty X zakazał wystawiania oper w Rzymie. Święty Aleksy został wznowiony jeszcze dwukrotnie w 1645 roku w Reggio Emilia i w 1647 roku w Bolonii, po czym na przeszło trzy i pół wieku zniknął ze scen. Ponownie pokazał go August Everding na scenie salzburskiej w 1977 roku. W 1981 roku został wystawiony w Rzymie i Innsbrucku, a w 1988 roku w Los Angeles. W 1998 roku odbyła się polska premiera w Warszawskiej Operze Kameralnej.

## Osoby
| Rola                       | Głos             | Premiera 2 marca 1631 (Pierwsza obsada) |
| -------------------------- | ---------------- | --------------------------------------- |
| Sant’Alessio               | sopran-kastrat   | Angelo Ferotti (?)                      |
| Roma                       | sopran chłopięcy | Paoluccio Cipriani                      |
| Eufemiano, ojciec Aleksego | bas              | Francesco Bianchi                       |
| Adrasto, rycerz            | tenor            |                                         |
| Curtio, służący            | sopran           |                                         |
| Martio, służący            | alt              |                                         |
| Demon                      | bas              | Bartolomeo Nicolini (?)                 |
| Mamka                      | alt              |                                         |
| Małżonka                   | sopran-kastrat   | Marc’Antonio Pasqualini                 |
| Matka                      | sopran           |                                         |
| Anioł                      | sopran           |                                         |
| Religia                    | sopran           |                                         |
| Nuncjusz                   | alt              |                                         |

## Treść

### Prolog

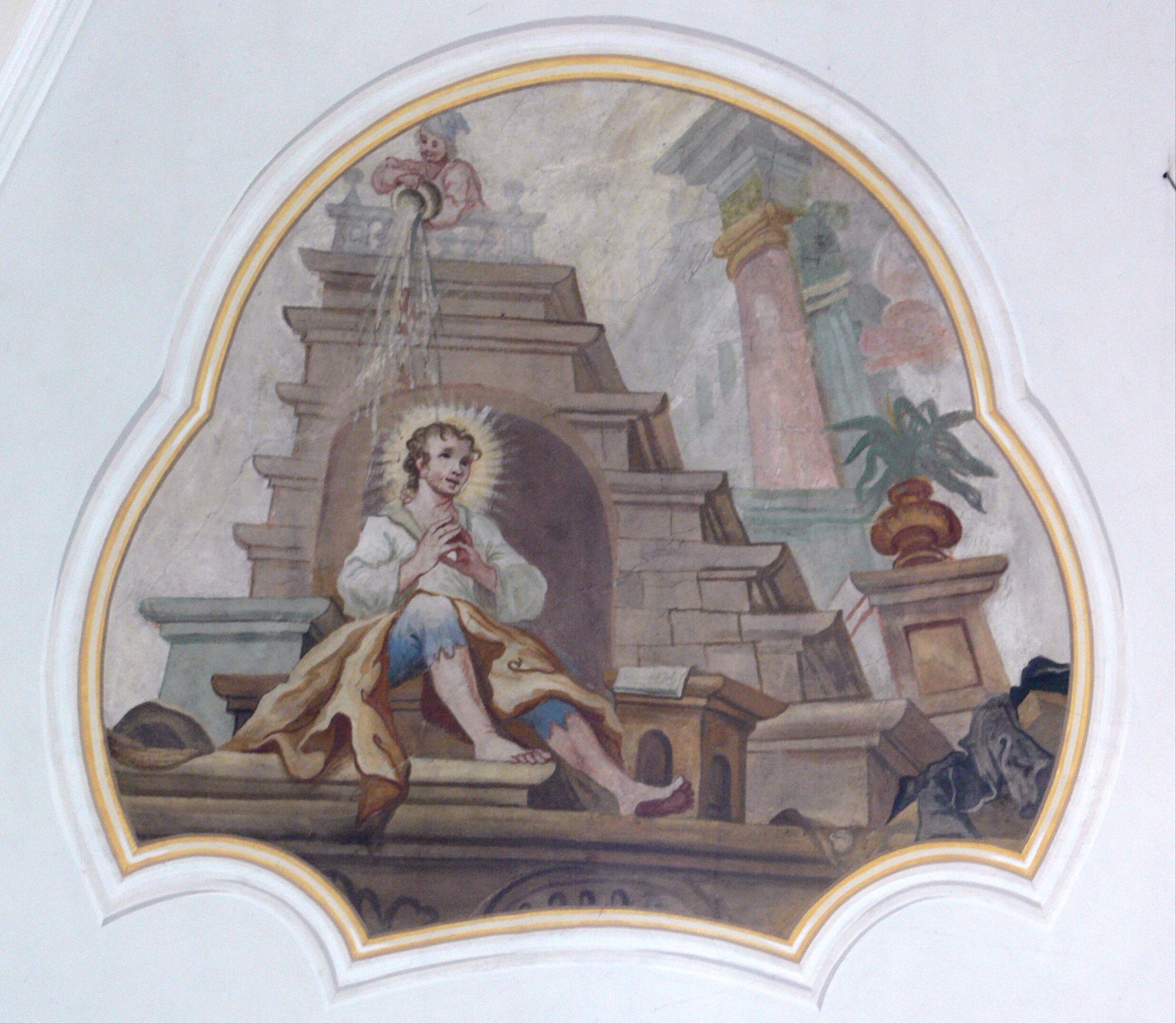
Święty Aleksy pod schodami rodzicielskiego domu. Langenaren

Na cześć wielkiego gościa Aleksandra Karola Wazy Rzym wystawia opowieść o świętym Aleksym. Niewolnicy opiewają chwałę wiecznego miasta.

### Akt I
Treść opery nawiązuje do postaci jednego z najpopularniejszych średniowiecznych świętych: Aleksego rzymskiego. Rzymski senator Eufemian wita rycerza Adrasta, powracającego z podróży po wschodnich rubieżach cesarstwa. Niepokoi się o los swego syna Aleksego, który zniknął bez śladu wiele lat temu. Adrast słyszał o nim podczas swego pobytu w Palestynie z ust pobożnego pielgrzyma. W rzeczywistości Aleksy, chociaż uciekł przed laty z Rzymu, powodowany odrazą do jego blichtru i moralnej nędzy, żyje jako żebrak w domu ojca (Se l'ore volano). Nierozpoznany przez rodzinę, wystawiony jest na drwiny i zniewagi służących Kurcjusza i Marcjusza (Poca voglia). Upór i odwaga Aleksego wprawiają w furię Demona (Si disserrino l'atre porte). Matka i małżonka Aleksego opłakują go nadal, choć Mamka radzi zapomnieć o zaginionym. Domownicy Aleksego modlą się do Bożego Miłosierdzia o opiekę nad nim (Dovunque stassi). Akt zamyka scena, w której Kurcjusz i Marcjusz, rozkoszując się urokami wiejskiego życia, przemyśliwają nad nowymi psikusami w stosunku do Aleksego.

### Akt II
Podczas gdy Eufemian nadal opłakuje syna, Demon uknuł spisek, aby zwieść Aleksego z drogi ascezy. Nakłoni jego Małżonkę, by wyruszyła na poszukiwanie zaginionego męża. Demon liczy na to, że Aleksy nie chcąc jej wystawiać na takie niebezpieczeństwo, niechybnie ustąpi. Jakoż rzeczywiście małżonka Aleksego daje posłuch podszeptom Demona i postanawia wyruszyć w drogę (A Dio Tebro). Mamka, próbując przeciwdziałać jej postanowieniu, osiąga odwrotny od zamierzonego skutek: uprzedzona o zamiarze synowej Matka Aleksego decyduje się jej towarzyszyć w wędrówce. Aleksy, nadal ukrywając swą tożsamość, stara się odwieść obydwie kobiety od tego zamiaru. Małżonka Aleksego ostatecznie ustępuje, ale od nadmiaru przeżyć traci zmysły. Zaniepokojony jej stanem Aleksy zwraca się do Miłosierdzia Bożego, niepewny, czy nie wyjawić swej tożsamości i nie zrezygnować z życia w ascezie (Alessio, che farai?). Tymczasem staje przed nim Demon w postaci pustelnika, któremu udaje się zachwiać dotychczasową determinacją świętego. Wówczas jednak z niebios zstępuje Anioł, przepędza Demona i ujawnia Aleksemu jego knowania, obiecując świętemu rychłą, wieczną nagrodę. Żebrak nie posiada się z radości (O morte gradita). Demon nie myśli rezygnować, w drogę wchodzi mu jednak Marcjusz, który biorąc go za prawdziwego pustelnika, nie umie się oprzeć, by z niego nie zadrwić. W chwilę później pada na ziemię tknięty straszliwym bólem. Demon ucieka, zmieniwszy się w niedźwiedzia. Religia sławi zwycięstwo Aleksego nad ziemskimi pokusami (Io di vera pietà Madre). Posłaniec przynosi Eufemianowi wiadomość o głosie z nieba, który zapowiada pociechę wszystkim cierpiącym na ziemi.

### Akt III

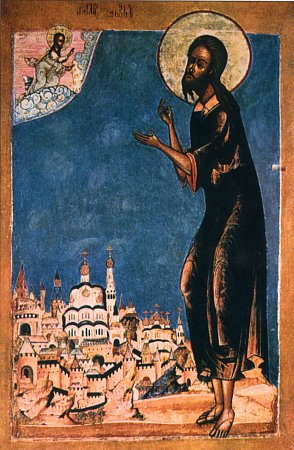
Ikona z XVII wieku przedstawiająca św. Aleksego

Gdy wszystkie jego knowania zawiodły Demon pogrąża się w otchłani piekieł. Posłaniec powiadamia Adrasta, że głos w katedrze wzywał wiernych, aby udali się do domu Eufemiana, by oddać cześć skromnemu słudze Bożemu, który rozstał się z tym światem. Eufemian i Matka teraz rozpoznają w zmarłym swego zaginionego syna (Ohimè, ch’un’ora sola). Adrast odczytuje list, wyjęty z zaciśniętej ręki Aleksego, w którym błogosławi on swoim bliskim i opowiada o swoich wędrówkach i o tym, jak na koniec znalazł się z powrotem w domu rodzinnym. Pogrążonej w żałobie rodzinie objawia się chór aniołów, przynosząc pocieszenie (La sciate in pianto), a Religia imieniem Aleksego chrzci jeden z rzymskich kościołów.

## Znaczenie
Wraz ze Świętym Aleksym, wykorzystującym chóry i sceny zespołowe, opera rzymska osiąga pełną dojrzałość. Utwór, wzorując się na dramatach jezuickich, porusza nie tylko problematykę psychologiczną i moralną, ale wprowadza również postaci komiczne (Mamka oraz sługi: Marcjusz i dopisany w 1634 roku Kurcjusz), bez których już wkrótce nie będzie się w stanie obejść żadna opera wenecka. Postaci poważne wypowiadają się w recytatywach, w których Landi, znawca śpiewu, ujawnia swoje mistrzostwo, wykorzystując szeroką gamę możliwości technicznych ludzkiego głosu. Szczególnie wyraźnie widać to w wielkich monologach Aleksego i Małżonki w akcie II. Służący śpiewają zwrotkowe piosenki o tanecznych rytmach, począwszy od sławnego początkowego numeru Poca voglia, natomiast piekło wypowiada się w chórach o skomplikowanej, polifonicznej fakturze. Landi chętnie przekracza te stylistyczne granice, dla zwiększenia wyrazistości przekazu, powierzając Aleksemu muzykę radosna i rytmiczną. Szczególnie udana jest postać Demona, powierzona artyście, którego współczesny świadek określił jako „stupendissimo” („zdumiewający”). Landi narzucił operze na kilka stuleci postać „diabelskiego basa”, zarazem przerażającego i groteskowego. Wszystkie trzy akty otwierają sinfonie orkiestrowe, akcję odmierzają zaś zróżnicowane ritornella. Całość zamyka wielka scena instrumentalno-wokalna o wyrafinowanej fakturze.